# Смилово
Смилово — деревня в Краснинском районе Смоленской области России. Входит в состав Маньковского сельского поселения. По состоянию на 2007 год постоянного населения не имеет.
Расположена в западной части области в 6 км к северо-востоку от Красного, в 4 км севернее автодороги Р135 (Смоленск — Красный — Гусино), на берегу реки Лосвинка. В 13 км северо-западнее деревни расположена железнодорожная станция Гусино на линии Москва — Минск.

## История
В годы Великой Отечественной войны деревня была оккупирована гитлеровскими войсками в июле 1941 года, освобождена в сентябре 1943 года.